# Kilima decens
Kilima decens is een spinnensoort in de taxonomische indeling van de wielwebspinnen (Araneidae).
Het dier behoort tot het geslacht Kilima. De wetenschappelijke naam van de soort werd voor het eerst geldig gepubliceerd in 1866 door John Blackwall.